# Rhynchosia tomentosa
Rhynchosia tomentosa là một loài thực vật có hoa trong họ Đậu. Loài này được (L.) Hook. & Arn. miêu tả khoa học đầu tiên.